# 曹鑠
曹 鑠（そう しゃく、生没年不詳）は、中国後漢時代末期の人物。父は曹操。母は劉夫人。同母兄弟に曹昂・清河長公主。

## 事績
曹鑠本人の事績は早逝したことしか伝わらない。魏の時代に当たる太和3年（229年）、相の殤王として追封された。
青龍元年（233年）、子の愍王曹潜が後を継いだが、同年内に死去した。青龍2年（234年）、曹潜の子の懷王曹偃がまた後を継いだが、青龍4年（236年）に死去した。その後継ぎはおらず、領国は没収された。
正元2年（255年）、曹茂の子の陽都郷公曹竦が曹鑠の後継に立てられた。